# Minuskuł 50
Minuskuł 50 (wedle numeracji Gregory–Aland) A232 (Soden) – rękopis Nowego Testamentu, wraz z komentarzem, z XI wieku pisany minuskułą na pergaminie w języku greckim. Przechowywany jest w Oksfordzie. Był wykorzystywany w dawnych wydaniach greckiego Nowego Testamentu, a także w wydaniach komentarzy ewangelicznych. Rękopis ma trochę braków.

## Opis rękopisu
Kodeks zawiera pełny tekst czterech Ewangelii wraz z komentarzem, na 241 pergaminowych kartach (29 na 22 cm) . Część kart została utracona ( Mateusz 1,1-9.35; 12,3-23; 17,12-24; 25,20-32; Jan 5,18-21,25). Tekst Marka 14,40-16,20 został uzupełniony przez późniejszą rękę.
Tekst rękopisu pisany jest jedną kolumną na stronę, w 18-26 linijek na stronę. Stosuje inicjały. Tekst ewangeliczny otoczony jest kateną, w Ewangelii Marka komentarze pochodzą od Wiktoryna.
Tekst jest dzielony według dwóch systemów, według rozdziałów (κεφαλαια), których numery podane zostały w bocznym marginesie, a tytuły (τιτλοι) podane zostały na górze strony. Drugi system podziału to Sekcje Ammoniusza, z odniesieniami do Kanonów Euzebiusza.

## Tekst
Grecki tekst Ewangelii reprezentuje bizantyjską tradycję tekstualną. Scrivener i Gregory oceniali, że zawiera dobre lekcje tekstowe, jednak Aland umieścił go w kategorii V.
Rękopis nie został zbadany metodą wielokrotnych wariantów Claremont Profile Method.

## Historia
Rękopis datowany jest w oparciu o paleograficzne przesłanki. Griesbach datował na XI wiek. Gregory datował go na XI lub XII wiek, Kurt Aland datował na XI wiek, aktualnie INTF datuje na wiek XI.
William Laud wszedł w posiadanie rękopisu w roku 1633. W 1636 roku podarował go bibliotece.
John Mill wykorzystał go na potrzeby swego wydania (jako Laud 1), Wettstein wykorzystał go w swoim wydaniu Nowego Testamentu. Anthony Cramer (1793-1848) wykorzystał go w swoim wydaniu kateny do Nowego Testamentu (1838-1844). W Ewangelii Marka posłużył mu jako podstawowy rękopis. Nie jest wykorzystywany we współczesnych wydaniach greckiego Nowego Testamentu.
Johann Jakob Wettstein wciągnął go na listę rękopisów Nowego Testamentu, nadał mu numer 50 i sporządził jego opis. Griesbach sprawdził niektóre jego warianty.
Rękopis przechowywany jest w Bibliotece Bodlejańskiej (Laud. Gr. 33) w Oksfordzie .